# Dronfield
Dronfield är en stad och civil parish i grevskapet Derbyshire i England. Staden ligger i distriktet North East Derbyshire, cirka 9 kilometer söder om Sheffield och cirka 8 kilometer norr om Chesterfield. Tätorten (built-up area) hade 21 124 invånare vid folkräkningen år 2011.

## Geografi
Dronfield ligger mellan städerna Sheffield och Chesterfield vid floden Drone, samt längs bilvägen B6057 (Chesterfield Road and Sheffield Road). Strax utanför staden passerar stamvägen A61. I Dronfield finns en järnvägsstation längs järnvägslinjen Midland Main Line.
Staden ligger nära bergskedjan Penninerna och flera av Derbyshires populäraste sevärdheter ligger inte långt ifrån Dronfield. Endast cirka 5 kilometer ifrån staden ligger nationalparken Peak District.
Många av stadens invånare pendlar till närbelägna Sheffield för arbete.

## Vänorter
- Sindelfingen, Tyskland